# Ґрабово (Грифінський повіт)
Ґрабово (пол. Grabowo) — село в Польщі, у гміні Хойна Грифінського повіту Західнопоморського воєводства.
Населення — 106 осіб (2011).
У 1975-1998 роках село належало до Щецинського воєводства.

## Демографія
Демографічна структура станом на 31 березня 2011 року:
|          | Загалом | Допрацездатний вік | Працездатний вік | Постпрацездатний вік |
| -------- | ------- | ------------------ | ---------------- | -------------------- |
| Чоловіки | 50      | 11                 | 33               | 6                    |
| Жінки    | 56      | 6                  | 35               | 15                   |
| Разом    | 106     | 17                 | 68               | 21                   |